# Vielle-Louron
Vielle-Louron è un comune francese di 83 abitanti situato nel dipartimento degli Alti Pirenei nella regione dell'Occitania.

## Società

### Evoluzione demografica
Abitanti censiti